# Angelina Golikova
Angelina Romanovna Golikova (Russisch: Ангели́на Рома́новна Го́ликова) (Moskou, 17 september 1991) is een Russisch langebaanschaatsster met de korte afstanden als specialisme.
In december 2013 haalde ze brons op de Russische kampioenschappen afstanden in Sotsji door op de 500 meter beide keren haar persoonlijke record te verbeteren. Op de wereldkampioenschappen sprint in Nagano werd ze negentiende. Ze reed in haar eerste 500 meter op de Olympische Spelen van 2014 opnieuw een persoonlijk record. In haar tweede race was ze iets langzamer, waardoor ze uiteindelijk achttiende werd.
Als onderdeel van maatregelen tegen Russische sporters kreeg Golikova geen toestemming om deel te nemen aan de Winterspelen van 2018. In de jaren erna presteerde Golikova steeds beter. In 2021 werd ze wereldkampioen op de 500m in Heerenveen. In 2022 mocht Golikova wel de Russische ploeg vertegenwoordigen bij de Winterspelen. Golikova won in Peking brons op de 500m en eindigde als vierde op de 1000m. Golikova nam twee weken later niet deel aan het WK Sprint in 2022, omdat deelname door de ISU werd verboden. Dit als onderdeel van sancties tegen Rusland en Wit-Rusland na de Russische invasie van Oekraïne. 

## Persoonlijke records
| Afstand    | Tijd    | Datum            | Baan           |
| ---------- | ------- | ---------------- | -------------- |
| 100 meter  | 10,35   | 15 maart 2019    | Leeuwarden     |
| 500 meter  | 36,67   | 11 december 2021 | Calgary        |
| 1000 meter | 1.12,77 | 4 december 2021  | Salt Lake City |
| 1500 meter | 2.01,46 | 12 december 2009 | Salt Lake City |
| 3000 meter | 4.22,87 | 8 november 2009  | Kolomna        |

(laatst bijgewerkt: 11 december 2021)

## Resultaten
| Jaar | WK Sprint            | WK Afstanden         | Olympische Spelen | WK Junioren                           | EK Afstanden    | EK Sprint    |
| ---- | -------------------- | -------------------- | ----------------- | ------------------------------------- | --------------- | ------------ |
| 2008 |                      |                      |                   | 13e (12, 17, 12, 17) 9e achtervolging |                 |              |
| 2009 |                      |                      |                   | 9e (10, 16, 7, 8) 5e achtervolging    |                 |              |
| 2010 |                      |                      |                   | 10e 500m 9e 1000m 20e 1500m           |                 |              |
| 2011 |                      |                      |                   | 16e 1000m 27e 1500m 6e achtervolging  |                 |              |
|      |                      |                      |                   |                                       |                 |              |
| 2014 | 19e (21, 13, 20, 18) |                      | 18e 500m          |                                       |                 |              |
| 2015 | 17e (17, 20, 14, 15) |                      |                   |                                       |                 |              |
|      |                      |                      |                   |                                       |                 |              |
| 2017 |                      | 21e 500m             |                   |                                       |                 |              |
| 2018 | 6e · (, 10, 4 ,8)    |                      | 7e 500m 22e 1000m |                                       | 500m            |              |
| 2019 | 8e · (, 10, , 14)    | 4e 500m · teamsprint |                   |                                       |                 |              |
| 2020 | 4e · (5, 7, , 8)     | 500m · teamsprint    |                   |                                       | 500m            |              |
| 2021 |                      | 500m · 6e 1000m      |                   |                                       |                 | · (, 4, , 5) |
| 2022 |                      |                      | 500m · 4e 1000m   |                                       | 500m · 4e 1000m |              |
|      |                      |                      |                   |                                       |                 |              |